# 1060年代
| 千纪： | 2千纪                                                                                            |
| 世纪： | 10世纪 \| 11世纪 \| 12世纪                                                                       |
| 年代： | 1030年代 \| 1040年代 \| 1050年代 \| 1060年代 \| 1070年代 \| 1080年代 \| 1090年代                 |
| 年份： | 1060年 \| 1061年 \| 1062年 \| 1063年 \| 1064年 \| 1065年 \| 1066年 \| 1067年 \| 1068年 \| 1069年 |

## 大事记
- 1063年，契丹耶律重元之乱。
- 1066年，契丹国恢复汉文国号辽。
- 1066年，诺曼征服英格兰。
- 1069年，王安石为相，开始熙宁变法。

## 出生
- 李秉常（1061年）

## 逝世
- 包拯（1062年）
- 宋仁宗（1063年）
- 宋英宗（1067年）
- 李谅祚（1068年）